# Каледонський ліс

Каледонський ліс на мапі позначено фіолетовим

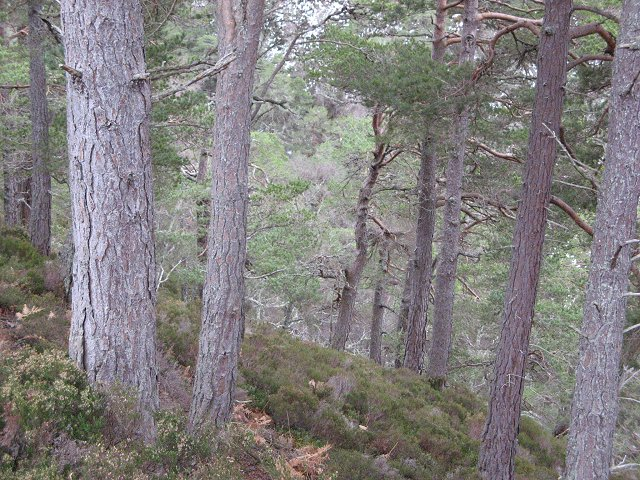
Каледонський праліс

Каледонський ліс (англ. Caledonian Forest) — тип ландшафту, одвічний ліс, що колись покривав значну частину Шотландії. На ХХІ століття внаслідок господарської діяльності людини збережено лише близько 1% території цього лісу на 35 ізольованих ділянках на північному заході Грампіанських гір та Шотландському високогір'ї. Проте, ліс є рідною домівкою для багатьох видів тварин, які не зустрічаються більше ніде на Британських островах. Сьогоденна площа лісу — 180 км²

## Історія
Каледонський ліс остаточно сформувався наприкінці останнього льодовикового періоду близько 10 тис. років тому. Рівень світового океану був значно нижче, ніж зараз, і на місці протоки Ла-Манш існував сухопутний перешийок, що з'єднував сучасні Британські острови з материковою Європою — з цього «мосту» рослинність стала поширюватися на північ слідом за відступаючим льодовиком. Ліс, подібний до нинішнього Каледонського лісі, спочатку зайняв усю площу острова Велика Британія, а потім через короткий проміжок часу через потепління клімату став скорочуватися і зберігся лише на півночі острова на Шотландському високогір'ї.
За оцінками екологів, площа соснових лісів, які сформували найзахіднішу в Євразії зону тайги, площею близько 15 тис. км² — велика частина Шотландії була покрита сосною, березою, горобиною, осикою, ялівцем, дубом звичайним nf деякими іншими видами дерев. У західній частині острова з вологішим кліматом домінуючими породами стали дуб і береза, а також папороті, мохи та лишайники.
Ліс отримав свою назву через римлян, які Каледонією іменували Шотландію — північні терени Британії, провінції Римської імперії. Вперше згадано у «Природничій історії» Плінія Старшого, написаної близько 77 року по Р.Х.

## Охорона
На початок ХХІ сторіччя велика частина збереженого лісу є під охороною британських законів. Зокрема, значна його частина розташована на території Національного парку Кернгормс. Інші острівці лісу мають статус заповідника та є під орудою Королівського товариства захисту птахів та урядової Комісії з лісового господарства. В 1981 році був утворений благодійний фонд Trees for Life, покликаний сприяти збереженню та відновленню Каледонського лісу. Стратегічна мета фонду — відновити загальну площу дикої природи до 1600 км² і реінтродуктувати тварин — євразійського бобра, дикого кабана, рись і вовка.

## Легенди і фольклор
В «Історії бриттів», найраннішому творі про короля Артура, одна з Дванадцяти Битв, названа Cat Coit Celidon, відбувається у Каледонському лісі. Британські філологи Рейчел Бромвіч (Rachel Bromwich) і Маргед Хейкок (Marged Haycock) вважають, що армія лісу, оживлена чарівниками у валлійської поемі Cad Goddeu («Битва дерев»), також описує Каледонський ліс.
У кельтських міфах про Мерліна, чарівника і помічника Короля Артура, образ Мирддина Віллта (Myrddin Wyllt) також пов'язаний з цим лісом — маг оселився в ньому після того, як втратив розум в битві при Арфдерідді в 573 році. Про це написано в двох поемах середньоваллійською мовою — Yr Oinau та Yr Afallenau, у найранішому дійшовшому до нас валлійському манускрипті «Чорна Книга з Кармартена» (1250 рік). При схожих обставинах ліс стає притулком для іншого героя епосу — Лайлокена у поемі «Житіє св. Кентігерна », написаної Жоселін, ченцем Фурнесським близько 1185 роки (деякі фахівці вважають, що Лайлокен став прообразом для Мерліна).

## Фауна
Каледонський ліс — унікальна для Британських островів екосистема, і є домівкою для дуже рідкісних в цьому регіоні тварин. Він вважається одним їх останніх  куточків дикої природи що є на Британських островах.
Птахи що є тут та не зустрічаються більше будь-де на Британських островах:
- Loxia scotica,
- Tetrao urogallus,
- Lophophanes cristatus,
- Loxia pytyopsittacus,
- Bucephala clangula,
- Tringa glareola,
- Calidris temminckii,
- Gavia arctica,
- Gavia stellata,
- Turdus iliacus,
- Aquila chrysaetos,
- Tringa nebularia,
- Podiceps auritus.

Птахи що гніздяться тут, рідкісні будь-де ще на Британських островах:
- Pandion haliaetus,
- Loxia curvirostra,
- Carduelis spinus,
- Carduelis cabaret,
- Mergus merganser,
- Mergus serrator,
- Tetrao tetrix,
- Asio otus.

Ссавці, що мешкають у цьому лісі:
- Martes martes,
- Cervus elaphus,
- Capreolus capreolus,
- Felis silvestris,
- Vulpes vulpes,
- Lepus timidus,
- Sciurus vulgaris,
- Capra aegagrus.

Ссавці, що колись жили тут, але нині зниклі:
- Castor fiber,
- Sus scrofa,
- Canis lupus,
- Alces alces,
- Bos primigenius,
- Lynx lynx,
- Ursus arctos,
- Equus caballus gmelini.